# El Consejo
El Consejo è un centro abitato del Venezuela situato nello stato dell'Aragua e in particolare nel comune di José Rafael Revenga, del quale è il capoluogo.